# Ротер Вельтлинер
Ротер Вельтлинер (нем. Roter Veltliner) — технический (винный) сорт винограда, используемый в Австрии и Словакии для производства белых вин.

## История
Окончательно происхождение сорта не установлено, и существуют две равновероятные версии — сорт автохтонного австрийского происхождения или привнесённый с территории Северной Италии. Как и у других сортов группы Вельтлинер, наиболее популярная версия происхождения названия выводит его от названия североитальянской долины Вальтеллина. Существует еще несколько версий этимологии названия, например, от немецкого слова Feldlinger. Несмотря на похожее название, ни Ротер Вельтлинер, ни Фрюротер Вельтлинер не имеют отношения к сорту Грюнер Вельтлинер.
Из-за требовательности сорта, площади виноградников им занимаемые, сокращаются год от года. Обычно сорт заменяют на более выгодный Грюнер Вельтлинер.

## География
В мире суммарная площадь виноградников, занятых сортом, измеряется всего лишь несколькими сотнями гектар. Из них около половины посадок приходится на регионы Нижней Австрии, в основном на Вайнфиртель и Ваграм, а остальные посадки приходятся на Словакию. Так же сорт незначительно культивируется в Чехии и Венгрии.

## Потомки
Существуют цветовые мутации сорта — Вельтлинер Ротвайс (нем. Veltliner Rotweiß), буквально Вельтлинер Красно-белый, и Вельтлинер Браунвайс (нем. Veltliner Braunweiß), буквально Вельтлинер Коричнево-белый . Последний, несмотря на немецкоязычное название, имеет венгерское происхождение.
- Гетера выведена Доротой Поспишиловой в 1965 году скрещиванием Гевюрцтраминер × Вельтлинер Ротвайс.
- Девин выведен Доротой Поспишиловой в 1958 году скрещиванием Гевюрцтраминер × Вельтлинер Ротвайс.
- Нойбургер выведен народной селекцией во второй половине XIX века скрещиванием Ротер Вельтлинер × Сильванер.
- Ротгипфлер выведен  народной селекцией до середины XIX века скрещиванием Траминер × Ротер Вельтлинер.
- Фрюротер Вельтлинер выведен  народной селекцией скрещиванием Сильванер × Ротер Вельтлинер.

Считается, что Цирфандлер, это естественный кросс между сортом Ротер Вельтлинер и неизвестным вторым сортом, возможно потомком Сильванера. Эта теория всё ещё нуждается в дополнительном подтверждении.

## Основные характеристики
Кусты сильнорослые.
Листья большие, пятилопастные, глубоко рассечённые, снизу с щетинистым опушением. Черешковая выемка открытая, лировидная, с острым дном.
Цветок обоеполый.
Грозди средние или крупные, конические, очень плотные и компактные.
Ягоды средние, округлые, от жёлто-зелёного до розово-красного, созревание неравномерное. Кожица толстая, покрыта восковым налётом. Мякоть сочная, мясистая.
Сорт позднего периода созревания.
Вызревание побегов хорошее.
Урожайность высокая, но нестабильная.
Неустойчив к грибным болезням и слабо морозоустойчив.

## Применение
Используется для производства белых ароматных и высокоэкстрактивных вин, с потенциалом для развития и с хорошим потенциалом к хранению. Молодые вина обладают перечным и пряным ароматом и напоминают вина из Грюнер Вельтлинер. Через два-три года вина приобретают структуру, в них становятся заметными ореховые тона.
Сорт — высокоурожайный, и поэтому для приготовления высококачественных вин требуется ограничение урожайности, иначе получаются заурядные, невыразительные, водянистые вина.

## Синонимы
Как многие старые сорта, обладает огромным количеством синонимов. В базе VIVC приводится около 180 названий, среди которых: Ariavina, Ariavina Männliche, Bakor, Belo Ocka, Belo Oka, Buzyn, Cerveny Muskatel, Crvena Valtelina, Crvena Valtelinka, Csucsos Bakor, Debela Ariavina, Dreimänner, Erdezha, Erdezha Shopatna, Erdezka Rabolina, Fedleiner, Feldleiner, Feldleiner Rothlichter, Feldliner, Feldlinger, Feltliner, Fleisch Roter Velteliner, Fleisch Roter Wälteliner, Fleisch Traminer, Fleischroter Traminer, Fleischrother Velteliner, Fleischrother Veltliner, Fleischtraminer, Fleischtraube, Fleischtraube Rot, Fleischweiner, Grosbrauner Velteliner, Grossbrauner, Grosse Fleischtraube, Grosser Fleischtraube, Grosser Roter Veltliner, Grosser Rother Välteliner, Grosser Rother Veltliner, Grosser Traminer, Grosser Välteliner, Grosser Velteliner, Grosswiener, Herera Rhaetica, Herera Valtellina, Kecskecsecs, Krdeca, Männliche Ariavina, Mannliche, Maucnjk, Mavcnik, Mavenick, Mavenik, Moseavina, Moslavina, Muscateller, Muskatel Cerveny, Nagy Veltelini, Nagysagos, Nyulsölö, Nyulszölö, Piros Veltelini, Pirosveltelin, Pirosveltelini, Rabolina, Raifler, Raisin de Saint Valentin, Ranfler, Ranfolica, Ranfolina, Ranfoliza, Raufler, Raufolica, Rebalina, Rebolina, Red Veltliner, Reifler, Rhaetica, Riegersburger Rothköpfel, Riegersburger Rothtöpfel, Rivola Tchervena, Rossera, Rossola, Rote Fleisch Traube, Rote Fleischtraube, Rote Fleischtrauble, Roter, Roter Muskateller, Roter Riesling, Roter Välteliner, Roter Velteliner, Roter Veltiner, Roter Veltliner, Rotgipfler, Rothe Shopatna, Rothe Shopotna, Rothe Velteliner, Rother Fleischtraube, Rother Muscateller, Rother Raifler, Rother Riesling, Rother Välteliner, Rother Velteliner, Rother Veltliner, Rother Zierfahnler, Rothgipfler, Rothlichter, Rothreifler, Rotmehlweisser, Rotmuskateller, Rotreifler, Rudeca, Ryvola Cervena, Ryvola Crvena, Saint Valentin Rose, Saint Valentinrose, Shopatna, Shopotna, Somsölö, Spaete Ranfoliza, St. Valentin, Tarant Cerveny, Tarant Rot, Todtraeger Rotreifler, Traminer, Uva di San Valentino, Valentin, Valentin Rouge, Välteliner, Välteliner Roter, Valtelin Rouge, Valteliner, Vältliner, Valteliner Rosso, Valteliner Rouge, Valteliner Tardif, Veltelin Piros, Veltelin Rosso, Velteline Rouge, Velteliner, Velteliner Rose, Velteliner Roso, Velteliner Roter, Velteliner Rother, Velteliner Rouge, Veltelini Piros, Veltlinac Crveni, Veltliner, Veltliner Rosso, Veltliner Rot Weiss, Veltliner Roth, Veltliner Rother, Veltliner Rouge, Veltlini Piros, Veltlinske Cervene, Veltlinski Rozovii, Veltlinskii Rozovii, Veltlinsky Rosovy, Vernyeges Veltelini, Verrnyeges Veltelini, Weisser Raifler, Weissholzige Ribula Maucnjk, Ziegelroth.